# Západobeskydské podhůří
Západobeskydské podhůří (polsky Pogórze Zachodniobeskidzkie) je geomorfologická oblast Vnějších Západních Karpat, ležící na severovýchodním území Česka (Morava a České Slezsko) a zasahující do jižního Polska (Malopolsko).
Skládá se z těchto částí:
- Podbeskydská pahorkatina
- Pogórze Śląskie
- Pogórze Wielickie
- Pogórze Wiśnickie